# Ecovía (Monterrei)
A Ecovía é um sistema de Bus Rapid Transit (BRT) que opera nos municípios da Região Metropolitana de Monterrei, no Mexico. Sua operação, bem como sua administração, está a cargo do Governo do Estado de Nuevo León.
É composto atualmente por uma única linha em operação, a Linha 1, que possui 40 estações e 30,1 km de extensão. O sistema entrou em operação no dia 28 de janeiro de 2014, após cerimônia de inauguração que contou com a presença do então governador de Nuevo León, Rodrigo Medina de la Cruz.
Faz parte do Sistema Integrado de Transporte Metropolitano (SITME), junto com o Metrorrey, o TransMetro e uma rede de linhas alimentadoras de ônibus.
Atualmente, atende os seguintes municípios: Apodaca, General Escobedo, Guadalupe, Monterrei e San Nicolás de los Garza.

## Linhas
O sistema é composto por uma única linha em operação, a Linha 1. A linha é identificada pela cor vermelha. Foi inaugurada em 2014, possuindo hoje 40 estações e 30,1 km de extensão.
A tabela abaixo lista o nome, a cor distintiva, as estações terminais, o ano de inauguração, a extensão e o número de estações da linha em operação:
| Linha | Cor      | Terminais               | Ano de inauguração | Extensão | N.º de estações |
| ----- | -------- | ----------------------- | ------------------ | -------- | --------------- |
|       | Vermelha | Lincoln ↔ Valle Soleado | 2014               | 30,1 km  | 40              |

## Estações
O sistema é composto por 40 estações em operação, das quais todas são superficiais. As estações que estão em operação são listadas a seguir:
| · Linha 1 | - Lincoln - Astros - Cumbres - Plumbago - Plutargo E. Calles - Embotelladora - Panteón Municipal - Cardenal - Valle Verde - Cardiología - Santa Cecilia - Villa Mitras - Rangel Frías - Tránsito - Laredo - Rodrigo Gómez - Mitras - Celulosa - 20 de Noviembre - Hidalgo - Bella Vista - Regina - Asarco - Cementos - Ruiz Cortines - Clínica 15 - Coyoacan - Churubusco - Vidriera - Adolfo Prieto - Las Américas - Central de Carga - Tauro - Miguel Alemán - Calle Nueva - De la Zanja - Aceros - Guadalajara - San Miguel - Valle Fértil - Valle Soleado |